# Hippeastrum argentinum
Hippeastrum argentinum (synoniemen: Amaryllis argentina, Hippeastrum tucumanum en Hippeastrum candidum) is een plantensoort uit de narcisfamilie (Amaryllidaceae). De plant is afkomstig uit Argentinië en bloeit met witte, geurende, trompetachtige bloemen op een steel van 80 cm.